# بوئینگ جی‌ای-۱
بوئینگ جی‌ای-۱ (به انگلیسی: Boeing GA-1) یک هواپیمای ساختِ بوئینگ در کشور ایالات متحده آمریکا است. نخستین استفاده‌کنندهٔ این هواپیما بنگاه هوایی ارتش ایالات متحده آمریکا بوده‌است. این هواپیما در ۱ مه ۱۹۲۰ میلادی نخستین پرواز خود را انجام داد.